# دانيال فريدريك بيترسن
دانيال فريدريك بيترسن (بالنرويجية البوكمول: Daniel Frederik Petersen)‏ هو سياسي نرويجي، ولد في 21 ديسمبر 1757، وتوفي في 24 سبتمبر 1816. انتخب عضو برلمان النرويج ‏.